# 魯恩施特羅特 (內華達州)
魯恩施特羅特（英語：Ruhenstroth）是位於美國內華達州道格拉斯縣的普查規定居民點。

## 人口
根據2020年美國人口普查的數據，魯恩施特羅特的面積為7.34平方千米，皆為陸地。當地共有人口1239人，而人口密度為每平方千米168.8人。